# Amã (província)

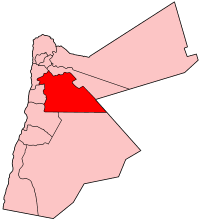
Localização da província de Amã

A província de Amã (em árabe: محافظة العاصمة,Muhafazat al-Asima, literalmente "província da capital") é uma das divisões administrativas (muhafazat) da Jordânia. A cidade de Amã, sua capital, é também capital do país.
O muhafazat de Amã tem a maior população das doze províncias da Jordânia. Faz fronteira com a província de Zarqa no norte e nordeste, as províncias de Balqa e Madaba no oeste, e os de Queraque e Ma’na no sul. Ela também compartilha uma fronteira internacional com a Arábia Saudita, pelo leste.

## História

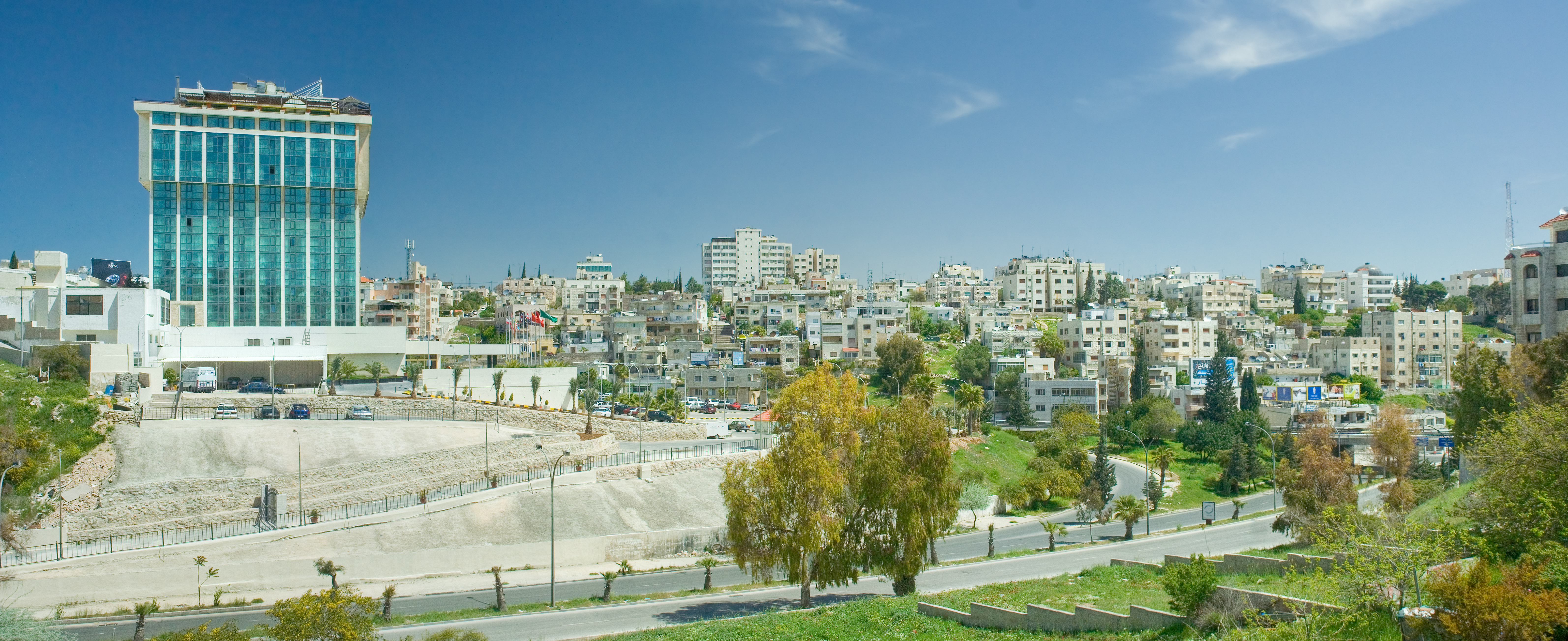
Amã, capital da Jordânia

Os territórios de Amã são habitados desde a era pré-histórica. Ruínas de civilizações, tão antigas quanto 7 250 a.C., foram descobertas em Ain Ghazal, perto da cidade de Amã, cujo sítio arqueológico constitui um dos maiores assentamentos pré-históricos do Oriente Médio.
Amã foi a capital e guarda forte dos amonitas, que apelidaram o local de Rabate Amom]]. Os amonitas governaram quase todo o território da província. Após os romanos tomarem o controle da região, Amã foi renomeada como Filadélfia, e tornando-se uma das dez cidades romanas da Decápole. Depois das conquistas árabes muçulmanas, Filadélfia reclamou o nome de Amã.

## Geografia

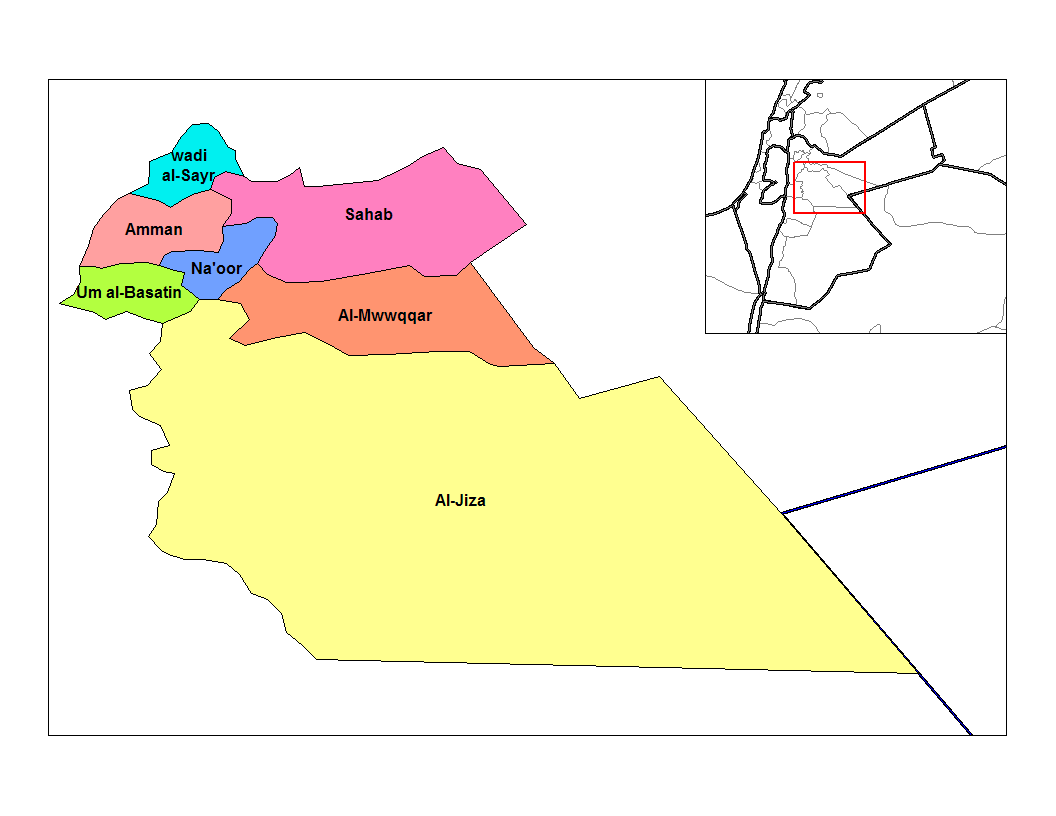
Os nahias da província

O clima da região é mediterrâneo oriental. No entanto, como Amã está localizado em uma plataforma montanhosa, a precipitação média anual e temperatura geralmente podem variar significativamente de um local para o outro, mesmo dentro de uma cidade. Por exemplo, pode estar nevando no distrito de Sweileh, 1 050 m acima do nível do mar, mas muito nublado e sem chuva no centro da Cidade de Amã, que tem uma altitude de 780 m.
No Censo Nacional da Jordânia no ano de 2004, a população total registrada da província foi de 1 942 066, dos quais 88% eram cidadãos jordanianos. No entanto, no período de 2004 à 2007 houve um aumento significativamente rápido na população da Jordânia, com a chegada de cerca de 700 000 iraquianos, cuja maioria se estabeleceu na capital.

## Departamentos administrativos

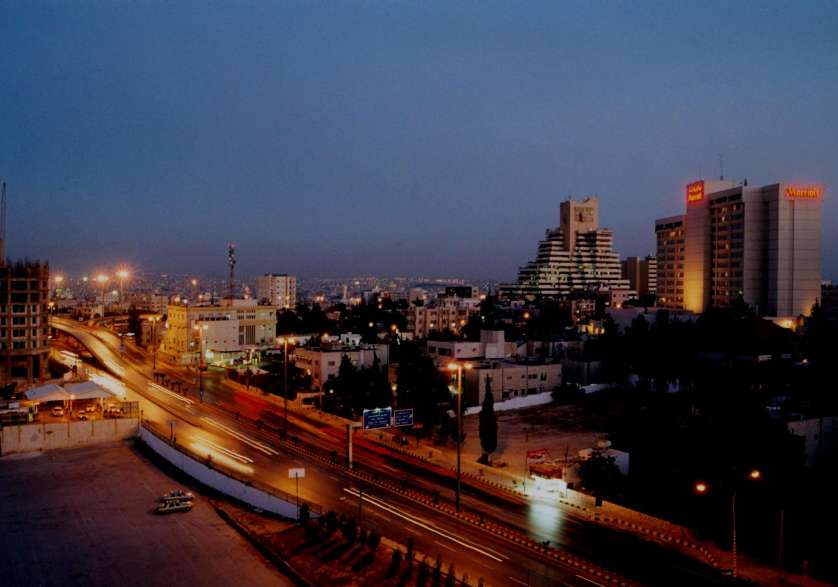
O departamento de Abdali forma o coração de Amã

O Artigo n° 4 do Sistema de Divisões Administrativas do Ministério dos Estados do Interior da Jordânia divide a província em nove departamentos, cinco desses departamentos incluem os distritos metropolitanos de Amã.

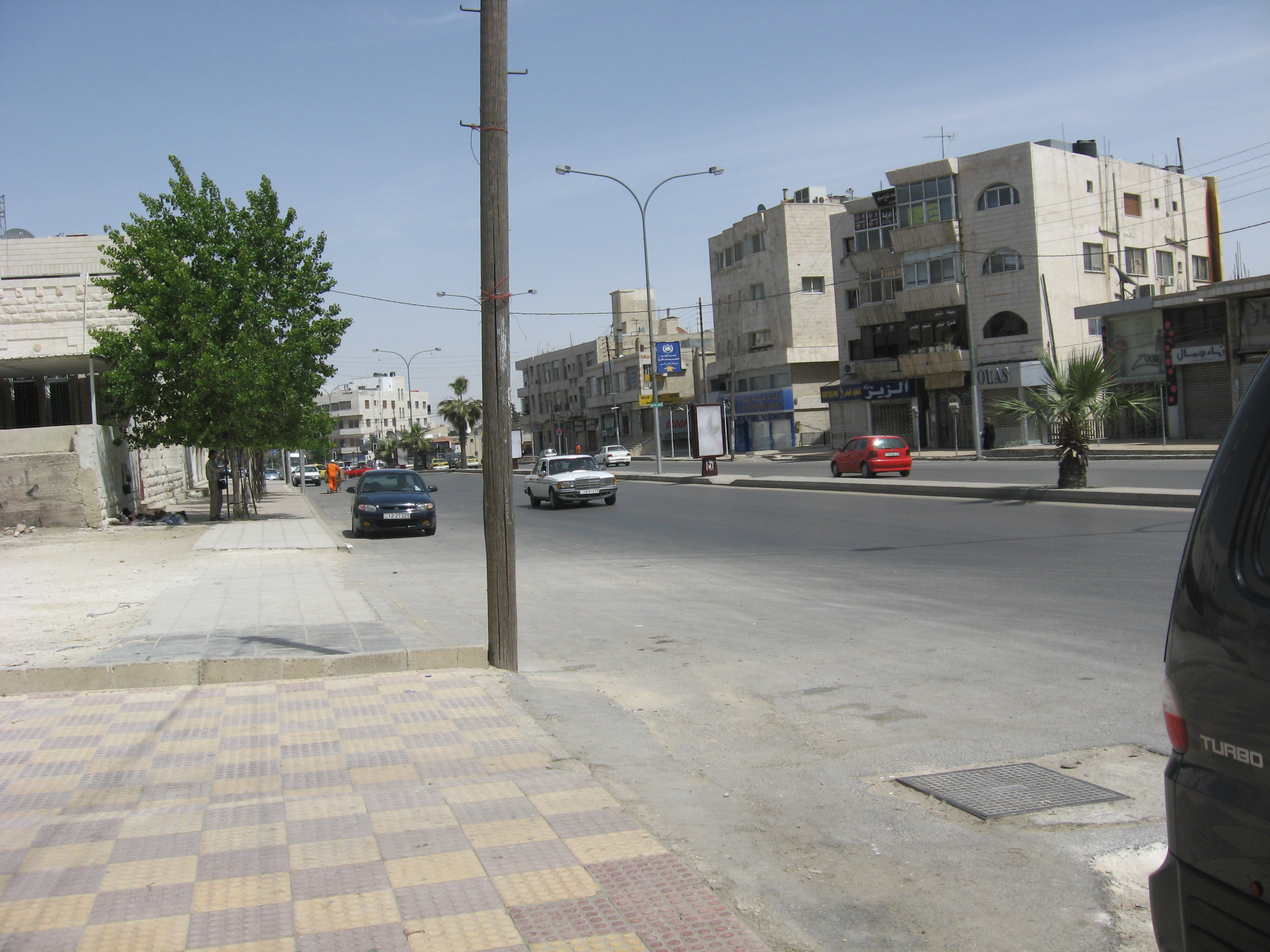
Departamento de Wadi Al Seer

|   | Departamento                     | Nome em Árabe   | Subdivisões                                                                  | População (2004) | Centro Administrativo |
| - | -------------------------------- | --------------- | ---------------------------------------------------------------------------- | ---------------- | --------------------- |
| 1 | Departamento Capital (Al-Qasaba) | لواء قصبة عمان  | incluem seis dos distritos metropolitanos de Amã                             | 552,511          | Abdali                |
| 2 | Departamento de Marka            | لواء ماركا      | incluem quatro dos distritos metropolitanos de Amã                           | 483,819          | Marka                 |
| 3 | Departamento de Al-Qwesmeh       | لواء القويسمة   | incluem três dos distritos metropolitanos de Amã                             | 257,260          | Jewaideh              |
| 4 | Departamento Universitário       | لواء الجامعة    | incluem seis dos distritos metropolitanos de Amã                             | 279,359          | Jubaia                |
| 5 | Departamento de Wadi Al Seer     | لواء وادي السير | incluem três dos distritos metropolitanos de Amã e outras 12 cidades e vilas | 173,792          | Wadi Al Seer          |
| 6 | Departamento de Na'oor           | لواء ناعور      | inclui 25 cidades e vilas                                                    | 66,220           | Na'oor                |
| 7 | Departamento de Sahab            | لواء سحاب       | inclui 7 cidades e vilas                                                     | 57,037           | Saabe                 |
| 8 | Departamento de Jizeh            | لواء الجيزة     | inclui 62 cidades e vilas                                                    | 42,051           | Jizeh                 |
| 9 | Departamento de Muwaqqar         | لواء الموقر     | inclui 26 cidades e vilas                                                    | 30,017           | Muwaqqar              |